# James Buchanan
Pour les articles homonymes, voir James Buchanan (homonymie) et Buchanan.
James Buchanan, Jr. (/bjuːˈkænən/, 1791-1868) est un avocat, diplomate et homme politique américain, élu 15e président des États-Unis pour un mandat de 1857 à 1861. Démocrate du nord, il est reconnu pour sa défense des droits des États, notamment en matière d'esclavage et d'avoir minimisé le rôle du gouvernement fédéral dans les années précédant la guerre de Sécession.
Éminent avocat dans son État natal de Pennsylvanie, il est élu à la Chambre des représentants des États-Unis en 1820 comme membre du Parti fédéraliste avant de s'aligner avec le Parti démocrate en 1824. Après dix ans à la Chambre des représentants, il occupe ensuite le poste d'ambassadeur des États-Unis en Russie dans l'administration de Andrew Jackson de 1832 à 1833. L'année suivante, il est élu sénateur des États-Unis pour la Pennsylvanie et occupe cette fonction jusqu'en 1845. Par la suite, il occupe les postes de Secrétaire d'État de 1845 à 1849 dans l'administration de James K. Polk et d'ambassadeur des États-Unis au Royaume-Uni de 1853 à 1856 dans l'administration de Franklin Pierce. Il est élu président en remportant l'élection présidentielle américaine de 1856.
Durant son mandat, les conditions de la sécession des États du Sud apparaissent et se sédimentent. Buchanan traite le problème en juriste et ne parvient pas à dominer la crise profonde qui secoue le pays. En conséquence, Buchanan est rangé parmi les pires présidents des États-Unis selon de nombreuses études comparatives menées par des historiens. Son biographe, Philip Klein, dit que :

« Buchanan a accédé aux responsabilités […] alors qu'une vague sans précédent de passions balayait le pays. […] Ses faiblesses dans les années orageuses de sa présidence ont été amplifiées par les partisans radicaux du Nord et du Sud. Ses nombreux talents, qui, en un temps plus paisible, lui auraient peut-être donné une place parmi les plus grands présidents, ont été rapidement cachés par les événements cataclysmiques de la guerre de Sécession et, par la façon dont Abraham Lincoln conduisit le pays. »

Il honore sa promesse de ne pas se représenter pour un second mandat comme président. Il passe la plupart de ses années restantes à se défendre de tout blâme public vis-à-vis des causes de la guerre de Sécession et meurt d'une maladie respiratoire en 1868.

## Biographie
James Buchanan naît le 23 avril 1791 à Cove Gap (Pennsylvanie). Ses parents, Elizabeth Speer Buchanan et James Buchanan sont d’origine irlandaise et se sont enrichis dans le commerce. Il est diplômé de l’université de Dickinson à 18 ans et commence des études de droit et obtient son admission au barreau à 21 ans. Il est l’un des premiers à s’enrôler pour prendre part à la guerre anglo-américaine de 1812 contre les Britanniques où son régiment est affecté à la défense de Baltimore. Il revient à Lancaster où il poursuit sa carrière de juriste avec succès en parallèle avec sa carrière politique.

### Carrière politique
En 1814, James Buchanan, âgé seulement de 23 ans, est élu député de l’assemblée de l’État de Pennsylvanie. Il devient ensuite député de son État à la chambre des représentants des États-Unis. Il s’inscrit au Parti démocrate et est un fervent soutien du président Andrew Jackson qui, en retour, le nomme ambassadeur en Russie. Il adhère aussi à la franc-maçonnerie. Partisan de la politique expansionniste du président, il déclare que « notre destin manifeste est d'occuper tout le continent ». Après la guerre contre le Mexique (1846-1848), il soutient l'expulsion des Mexicains de Californie, les considérant comme une « race bâtarde ».
Avec les changements de parti au pouvoir, James Buchanan devient successivement sénateur, puis il est nommé ministre des Affaires étrangères et ambassadeur au Royaume-Uni par le président Polk. Il compte parmi les auteurs du Manifeste d'Ostende, qui réclame l'invasion et l’annexion de Cuba par les États-Unis. À sa troisième tentative, il est enfin, à 65 ans, le candidat du Parti démocrate à l’élection de 1856. Ce choix est en partie dû au fait que James Buchanan est originaire d’un État du Nord, mais qu’il est partisan du droit des États du Sud à maintenir l’esclavage. La campagne électorale voit s’affronter esclavagistes et abolitionnistes. C’est à cette époque le sujet principal des controverses politiques. Il fait également de l'annexion de Cuba l'un de ses principaux thèmes de campagne. Il est élu le 4 novembre 1856.

### Présidence
Le 4 mars 1857, James Buchanan est investi en tant que quinzième président des États-Unis. Lors de son discours d'investiture, il promet de ne pas se représenter à la réélection.
En 1859, Buchanan décide le blocus des côtes cubaines pour arraisonner les navires américains qui transportent des esclaves.

#### Politique étrangère
Confronté à la crise interne sur l’esclavage, Buchanan ne peut se consacrer à la politique étrangère. Il se contente d’intervenir à Cuba, au Nicaragua et à la frontière mexicaine, mais ces tentatives ont pour conséquence de renforcer le sentiment anti-américain.

#### Politique intérieure
James Buchanan commence son mandat en 1857 et il est tout de suite confronté au problème de l’esclavage. Son discours inaugural insiste sur le droit des citoyens de chaque État à décider collectivement de la législation sur ce sujet – il faut toutefois noter que seuls les hommes blancs ont le droit de vote. Il essaye de se débarrasser du problème en s’appuyant et en influençant les décisions de la Cour suprême. Il tente de trouver un compromis en proposant l’admission du Kansas dans l’Union en tant qu’État esclavagiste, mais ne réussit qu’à attiser la colère des Républicains tout en s’aliénant certains membres de son propre parti.
Les Républicains détenant la majorité au Congrès, le fonctionnement du gouvernement se trouve bloqué.
L’élection d’Abraham Lincoln à la présidence déclenche le processus de sécession alors que le mandat de Buchanan n’est pas terminé. Les démocrates sudistes préfèrent la sécession plutôt que l’élection d’un Républicain. James Buchanan tergiverse, il considère que les États du sud n’ont pas le droit de faire sécession mais que le gouvernement fédéral ne peut rien faire pour les en empêcher.

#### Politique concernant les droits civiques, les minorités et l’immigration
L’opposition entre partisans et opposants de l’esclavage reste le problème majeur qui influence toute la politique de la période. L’équilibre difficile entre États esclavagistes et abolitionnistes est rompu par une décision de la Cour suprême qui considère qu’un esclave reste la propriété de son maître même s'il s'est réfugié dans un État qui ne reconnaît pas l’esclavage ; cette décision entraîne implicitement une reconnaissance de l’esclavage dans tous les États. Buchanan qui est partisan du droit de chaque État à décider de sa propre politique intérieure ne fait rien pour calmer les esprits et les États du Sud décideront de faire sécession après l’élection d’Abraham Lincoln.

#### Politique partisane
Les tensions dues à la controverse sur l’esclavage montent au sein du Parti démocrate si bien que pour l’élection présidentielle de 1860 le parti présente un candidat nordiste et un candidat sudiste face au Républicain Lincoln qui, dans ces conditions, a toute chance d’être élu.
Buchanan déclare : « J’espérais être le candidat du Parti républicain pour l’élection de 1844, puis pour celle de 1848, et même celle de 1852, mais maintenant, je n’en veux plus. Je pense que les abolitionnistes vont déclencher la guerre dans ce pays au cours du prochain mandat ». Buchanan s’était engagé à ne pas se représenter pour un second mandat et n’avait plus qu’une envie : quitter la Maison-Blanche avant que la guerre n’éclate.

### Retraite
En 1861, à la fin de son mandat, James Buchanan se retire en Pennsylvanie où il meurt le 1er juin 1868. Bien que la guerre de Sécession ne débute que 5 semaines après son départ, il en est considéré par beaucoup, comme le responsable. Il a passé la plupart de ses années restantes à se défendre de tout blâme public pour la guerre de Sécession, que certains ont même appelée « la guerre de Buchanan ». Il a commencé à recevoir des lettres de menace quotidiennes et les magasins affichaient des portraits de lui avec les yeux en rouge, une corde autour du cou et le mot « traître » écrit sur le front. Le Sénat proposa une résolution de condamnation (qui se solda par un échec) et les journaux l’accusèrent de collusion avec le Sud. Ses anciens membres du gouvernement, dont cinq avaient reçu des postes dans le gouvernement Lincoln, refusèrent de le défendre publiquement. Initialement, Buchanan a été si troublé par ces attaques qu’il en est tombé malade et en dépression. Ce n’est qu’en octobre 1862 qu’il a commencé à se défendre dans un échange de lettres avec Winfield Scott publié dans le journal National Intelligencer. Il a ensuite commencé à rédiger sa défense, sous la forme de mémoires intitulés Mr. Buchanan's Administration on the Eve of Rebellion, parus en 1866.

### Vie privée
Alors qu’il est jeune député de son État, Buchanan est amoureux d’Ann Coleman, la fille d’un riche négociant en métaux. Sa famille est opposée au mariage et les ragots dans l'entourage finissent par entraîner la rupture des fiançailles quelques jours avant la mort d’Ann. Buchanan ne se remet jamais de cet incident et il ne courtisera plus sérieusement d’autres femmes. Les historiens Shelley Ross, Robert P. Watson et John Howard, le biographe Jean Baker et le sociologue James W. Loewen l’ont dit homosexuel. Il reste, à ce jour, le seul président américain célibataire. C’est d’ailleurs à cause de cela que fut inventé le titre de Première dame : les fonctions remplies jusqu’alors par les femmes de présidents – diversement appelées « Lady, Mrs. President, Mrs. Presidentress… » – furent attribuées par Buchanan à sa nièce Harriet Lane. Dans l'Illustrated Monthly, Frank Leslie appela cette dernière en 1860 : « La Dame de la Maison-Blanche, et par courtoisie, la Première dame du Pays », titre qui fut ensuite appliqué rétrospectivement à ses devancières.